# Небезпечні стежки
«Небезпечні стежки» — радянський художній пригодницький фільм 1954 року режисерів Олександра Алексєєва і Євгена Алексєєва. Вийшов на екрани 3 лютого 1955 року, лідер прокату (9 місце) — 29,25 мільйонів глядачів.

## Сюжет
В Уссурійській тайзі, де лютує інфекційна хвороба, закидають диверсанта, щоб той завадив радянським мікробіологам, керованими професором Помазовим, провести дослідження причин епідемії, тим самим запобігти великому промисловому будівництву. Молодий фахівець Василь Жолудєв викриває ворога і примушує його бігти в тайгу… Наукова експедиція Помазова успішно завершує роботу.

## У ролях
- Никифор Колофідін —  Максим Іванович Жолудєв
- Тетяна Мухіна —  Уляна Жолудєва
- Володимир Дружников —  Василь Жолудєв
- Анатолій Кузнецов —  Микола Жолудєв
- Володимир Всеволодов —  Микита Порфирович Помазов
- Лілія Юдіна —  Галина Сергіївна
- Іван Воронов —  «Майборода»
- Федір Сахіров —  провідник Міону
- Роза Макагонова —  Люда
- Олексій Добронравов —  Геннадій Никифорович Зайцев
- Борис Шухмін —  Архип Тарасович, дід-сторож
- Михайло Трояновський —  Інокентій, дід-травник
- Тигр Пурш —  амурський тигр
- Микола Боголюбов —  пасажир поїзда
- Володимир Ємельянов —  Кіндрат Миколайович
- Михайло Майоров —  Іван Силич Майборода
- Микола Апарін — епізод
- Олексій Алексєєв —  капітан міліції
- А. Олонцев — епізод
- В. Тіунова — епізод

## Знімальна група
- Режисери: Олександр Алексєєв, Євген Алексєєв
- Автор сценарію: Георгій Мдівані
- Головний оператор: Борис Волчек
- Художники-постановники: Абрам Фрейдін, Борис Чеботарьов
- Композитор: Ігор Морозов
- Текст пісень Анатолія Софронова
- Звукооператор: Олександр Рябов
- Комбіновані зйомки

* Оператори: Костянтин Петриченко, Ванда Алексєєва
* Художник: Іван Гордієнко
- Асистенти режисера: Федір Солуянов, І. Должик
- Асистент оператора: Соня Хижняк
- Художник-гример: М. Чікіров
- Монтажер: Людмила Печієва
- Науковий консультант: професор Поліна Петрищева
- Дресирувальник: Борис Едер
- Директор: Г. Кузнецов
- Оркестр Головного управління кінематографії
- Диригент: Семен Сахаров